# Управление по внешним связям и информации

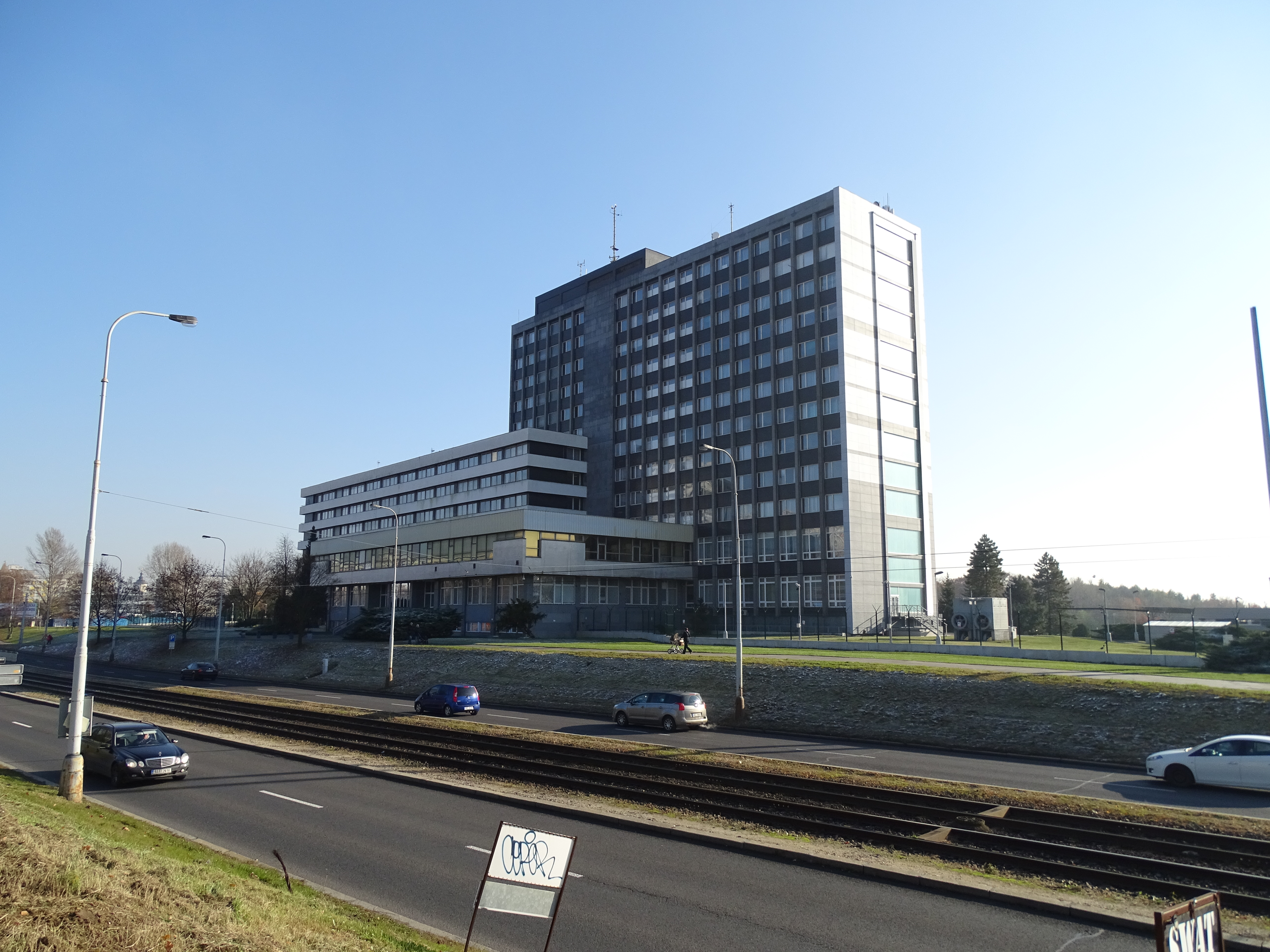
Резиденция ÚZSI в Праге

Управление по внешним связям и информации (чеш. Úřad pro zahraniční styky a informace (ÚZSI) — Ведомство зарубежных связей и информации) — служба внешней разведки Чешской республики, созданная после распада Чехословакии. На неё возложена обязанность предоставления точной и своевременной информации правительству Чешской Республики, а также защита страны от терроризма, распространения оружия массового уничтожения, экономических преступлений и т. д.

## История
До распада Чехословакии находилось в структуре федерального министерства внутренних дел, с 1993 стало независимой спецслужбой Чешской республики. Деятельность Управления регламентируется Законом о разведывательных организациях в Чешской Республике № 153/1994, в соответствии с которым в случае необходимости может проводить операции на территории Чехии, но не имеет права осуществлять аресты и проводить расследования уголовных дел. Перехват коммуникаций может осуществлять по решению Верховного суда Чехии.
Взаимодействует и координирует свою деятельность с разведывательными службами других стран.
В 2020 году деятельность чешской разведки (UZSI) получила огласку в связи с уголовным делом Ивана Сафронова

## Организационная структура
Управление возглавляет Генеральный директор, который, с согласия правительства, назначается на должность и освобождается от должности министром внутренних дел Чехии.
Организационная структура Управления включает в себя:
- Аппарат Генерального директора — несёт ответственность за вопросы безопасности и обороны, включает секретариат по связям с общественностью, орган внутренней инспекции и контроля. Пресс-секретарь Управления и руководители направлений, отвечающие за безопасность и оборону, а также руководитель инспекции, подчиняются непосредственно Генеральному директору.
- Аппарат заместителя директора по оперативным вопросам — отвечает за работу оперативных отделов, которые включают отдел анализа, отдел радиоэлектронной разведки и внешнеполитического ведомства. Этот директор также отвечает за связи и обмена оперативной информацией с иностранными партнёрами;
- Аппарат заместителя директора по логистике — отвечает за финансы, логистику, связь и информационные технологии, архив, юридический отдел, отдел кадров и профессиональной подготовки.[2]

## Руководство Управления с 1993
- Олдржих Черны
- Петр Земан
- Йиржи Ланг
- Карел Рандак
- Франтишек Бублан
- Иво Шварц (2007—2014)[3]
- Йиржи Шашек (2014—2018)
- Марек Шимандл (2018—2022)
- Петр Млейнек (2022)
- Владимир Посолда (с 5 октября 2022 года)[4]